# Masahiro Miyashita
Masahiro Miyashita (født 10. oktober 1975) er en tidligere japansk fodboldspiller.
Han har spillet for flere forskellige klubber i sin karriere, herunder Omiya Ardija.